# バルコス
株式会社バルコスは、鳥取県倉吉市に本社を置くハンドバッグメーカー。倉吉市中江に本社機能と工場・ショウルームを置き、登記上の本社は倉吉市河北町にある。2013年から純国産ブランドを立ち上げ展開している。

## 沿革
- 1991年（平成3年） - 株式会社バルコスを設立。
- 1997年（平成9年） - ドイツ「PICARD（ドイツ語版）」の日本総代理店となり、将来の自社ブランドの百貨店進出の足掛かりとなる[5]。
- 2004年（平成16年） - 自社ブランド「ICO JEENE」販売開始[6]。
- 2007年（平成19年） - イタリア・フィレンツェに支店を開設[7]。
- 2009年（平成21年） - サービス産業生産性協議会（SPRING）「ハイ・サービス日本300選[8]」にバッグ業界で初めて選出[9]。
- 2011年（平成23年） - イタリア・ミラノ「MIPEL」（皮革見本市）にて日本企業初の「コミュニケーションアクティビティ賞」（最優秀賞）を受賞[10]。
- 2012年（平成24年） - アメリカ・ニューヨークの有力ショールームに進出[11]。
- 2013年（平成25年） - 純国産ハンドバッグブランド「BARCOS J LINE」を展開[12]、新宿伊勢丹で発売[13]。
- 2020年（令和2年） - TOKYO PRO Market市場に株式上場[14]。
- 2025年（令和7年） - 2月2日にTOKYO PRO Market上場廃止。翌2月3日に名古屋証券取引所ネクスト市場に上場[1]。

## 取扱ブランド
- ICO JEENE（イコジーニ）
- Hanaa-fu（ハナアフ）
- comoratti（コモラッティ）
- PICARD（ピカード）
- BARCOS J LINE（バルコスジェイライン）

## 店舗
STOREを参照。
- 全国大手百貨店等60店舗以上、直営店「ギャラリーM」6店舗。

## テレビショッピング出演者
- 山咲トオル
- 上田まりえ
- 佳山知未（財布コンサルタント）
- 島田秀平（開運伝道師）
- ノッチ夫妻
- 大地洋輔夫妻
- 松崎しげる
- 森遥香
- 野々村真・野々村俊恵夫妻
- MASAKO（山陰のローカルタレント、コラボバッグを共同で開発したこともある）
- マギー審司
- はるな愛
- 錦野旦（強運スター）
- 花崎阿弓
- 森尾由美

## 支店
- 東京

## 関連会社
- 株式会社ファッションニュース通信社
- 株式会社トリプル・オー
- 株式会社BFLAT
- 株式会社immunity
- 株式会社アイ・シー・オー
- BARCOS HONG KONG LIMITED（香港）
- 广州巴可斯商贸有限公司（中国・広州）：サンプル専門工場